# 保良局唐乃勤初中書院

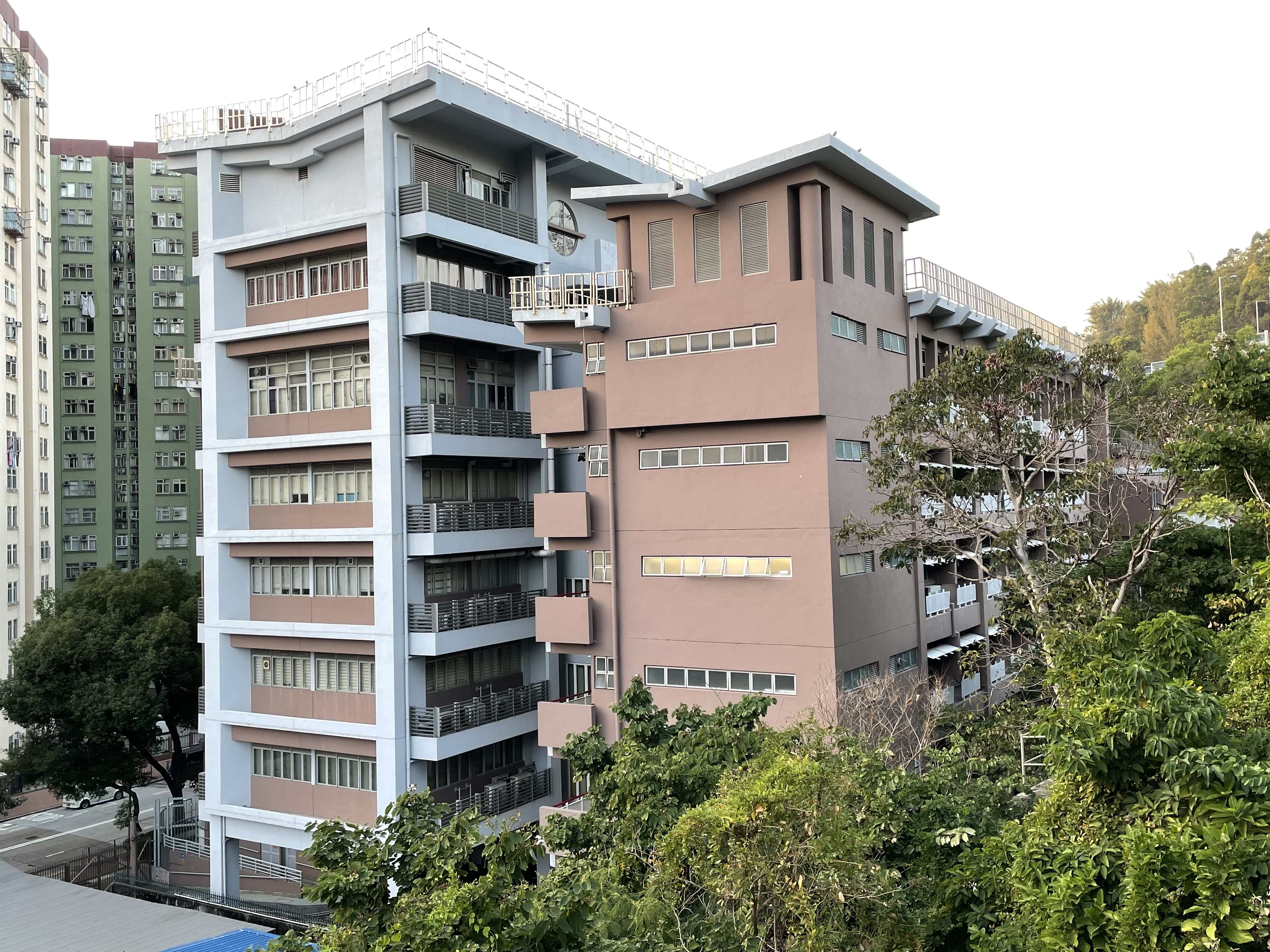
校舍青山道景觀

保良局唐乃勤初中書院（英語：PLK Tong Nai Kan Junior Secondary College，簡稱TNK），是香港一所全日制初中學校，由保良局管理。學生在完成保良局唐乃勤初中書院初中課程後，將會於保良局莊啓程預科書院直接升讀中四。

## 歷史
書院前身是保良局實用學校，由周古梁建築工程師有限公司負責建築設計。

## 教學語言
主要為英語教學（並不包括中國歷史、中文、普通話、社會及文化教育、體育），另有4班是全英文班（並不包括中國歷史、中文、普通話）

## 外部連結
维基共享资源上的相關多媒體資源：保良局唐乃勤初中書院